# Myn Bala – Krieger der Steppe
Myn Bala – Krieger der Steppe (kasachisch Жаужүрек мың бала, Schauschürek myng bala) ist ein kasachisches Historien-Filmdrama aus dem Jahr 2011 unter der Regie von Aqan Satajew. Der Film wurde anlässlich des 20. Jahrestages der Unabhängigkeit Kasachstans gedreht und zeigt den Widerstand der Kasachen gegen die Unterdrückung durch das Dsungarenreich in der Zeit des „Großen Unglücks“.
Der Film wurde als kasachischer Vorschlag für die Oscarverleihung 2013 in der Kategorie bester fremdsprachiger Film eingereicht, erhielt jedoch keine Nominierung.

## Handlung
Im 18. Jahrhundert dringen die Dsungaren in die Weite der kasachische Steppe vor und unterdrücken ihre Bewohner. Die Eltern von Sartai kommen um. Sartai schwört gemeinsam mit Taimas für die Zukunft des Volkes zu kämpfen. Mit der Zeit sammeln die beiden viele Männer und Frauen, die gegen die Dsungaren kämpfen wollen.
Die vorher uneinigen Kasachen ziehen schließlich gemeinsam in die Schlacht und können die Eindringlinge besiegen.

## Kritiken
Auf filmosophie.com wird die Darstellung der Dynamik zwischen den Hauptfiguren Sartay und Taimas gelobt – zu Beginn noch unzertrennlich, entfremden und verfeinden sie sich später. Weiter werden die „grandiosen Landschaftsaufnahmen“ und die Darstellung der „vielen kulturellen Eigenheiten“ hervorgehoben.